# Botryobasidium lacinisporum
Botryobasidium lacinisporum ist eine Ständerpilzart aus der Familie der Traubenbasidienverwandten (Botryobasidiaceae). Sie bildet resupinate, spinnwebartige Fruchtkörper aus, die auf Totholz von Ahornen wachsen. Das Verbreitungsgebiet von Botryobasidium lacinisporum umfasst den Süden Kanadas. Eine Anamorphe der Art ist nicht bekannt.

## Merkmale

### Makroskopische Merkmale
Botryobasidium lacinisporum besitzt weiße, gespinstartige und dünne Fruchtkörper, die resupinat (also vollständig anliegend) auf ihrem Substrat wachsen und unter der Lupe leicht netzartig erscheinen.

### Mikroskopische Merkmale
Wie bei allen Traubenbasidien ist die Hyphenstruktur von Botryobasidium lacinisporum monomitisch, besteht also ausschließlich aus generativen Hyphen, die sich rechtwinklig verzweigen. Die Basalhyphen sind hellgelblich, meist 5–8 µm breit, dickwandig und nicht inkrustiert. Die 5–8 µm dicken Subhymenialhyphen sind hyalin und dünnwandig. Die Art verfügt wie fast alle Traubenbasidien nicht über Zystiden oder Schnallen. Die sechssporigen Basidien der Art wachsen in Nestern, werden 13–16 × 7–8 µm groß und sind mittig eingeschnürt. Die Sporen sind unregelmäßig geformt, besitzen aber stets drei Zipfel, was ihnen ein tetraederartiges Erscheinungsbild verleiht. Sie sind meist 3–5 × 2,5–4 µm groß, hyalin, glatt und dünnwandig.

## Verbreitung
Das bekannte Verbreitungsgebiet von Botryobasidium lacinisporum umfasst nur das kanadische Ontario.

## Ökologie
Botryobasidium lacinisporum ist ein Saprobiont, der auf dem morschen Totholz von Ahornen (Acer spp.) wächst.